# Ommata bifasciata
Ommata bifasciata är en skalbaggsart som beskrevs av Dmytro Zajciw 1965. Ommata bifasciata ingår i släktet Ommata och familjen långhorningar. Inga underarter finns listade i Catalogue of Life.